# Sasi
Sasi jsou vesnice v Chorvatsku v Záhřebské župě, spadající pod opčinu města Velika Gorica. Nachází se asi 10 km severovýchodně od města Velika Gorica a 17 km jihovýchodně od centra Záhřebu. V roce 2021 zde žilo 169 obyvatel.
Malá vesnička Sasi se nachází mezi řekou Sávou a dálnicí D3. Jako slepá zde končí župní silnice Ž3068, která ze Sasů vede do Šćitarjeva. Další vesnicí silničně propojenou se Sasi jsou Novaki Šćitarjevski.

## Vývoj počtu obyvatel
| 1857                                                   | 1869 | 1880 | 1890 | 1900 | 1910 | 1921 | 1931 | 1948 | 1953 | 1961 | 1971 | 1981 | 1991 | 2001 | 2011 | 2021 |
| ------------------------------------------------------ | ---- | ---- | ---- | ---- | ---- | ---- | ---- | ---- | ---- | ---- | ---- | ---- | ---- | ---- | ---- | ---- |
| 98                                                     | 67   | 65   | 64   | 66   | 75   | 88   | 100  | 91   | 103  | 110  | 123  | 136  | 150  | 172  | 159  | 169  |
| zdroj: sčítání lidu v Chorvatské republice 1857 - 2021 |      |      |      |      |      |      |      |      |      |      |      |      |      |      |      |      |

## Sousední sídla
| Růžice kompasu | Záhřeb (Peščenica-Žitnjak) |          | Ivanja Reka         | Růžice kompasu |
| Růžice kompasu |                            | Sever    | Drenje Šćitarjevsko | Růžice kompasu |
| Růžice kompasu | Sasi                       |          | Drenje Šćitarjevsko | Růžice kompasu |
| Růžice kompasu | Jih                        |          | Drenje Šćitarjevsko | Růžice kompasu |
| Růžice kompasu | Novaki Šćitarjevski        | Obrezina | Šćitarjevo          | Růžice kompasu |